# Astronesthes trifibulatus
Astronesthes trifibulatus är en fiskart som beskrevs av Gibbs, Amaoka och Haruta, 1984. Astronesthes trifibulatus ingår i släktet Astronesthes och familjen Stomiidae. Inga underarter finns listade.